# アイ・アム・ザ・ファイア
『アイ・アム・ザ・ファイア』（I Am the Fire）は、ギリシャ出身のヘヴィメタル・ギタリスト、ガスG.が2014年に発表した、ソロ名義では初のスタジオ・アルバム。

## 背景
元イングヴェイ・マルムスティーン・バンドのマッツ・レヴィンやジェフ・スコット・ソート、Devour the Dayのブレイク・アリソン、スティール・パンサーのマイケル・スター、アイズ・セット・トゥ・キルのアレクシア・ロドリゲス、エヴァーグレイのトム・イングルンド、アドラーのジェイコブ・バントンといったゲスト・ボーカリストが起用された。「ロング・ウェイ・ダウン」のソングライティングに貢献したケヴィン・チャーコは、ガスG.が全面参加したオジー・オズボーンのアルバム『スクリーム』（2010年）のプロデューサーで、ケイン・チャーコはケヴィンの息子である。
ガスG.自身は当初、本作にインストゥルメンタルを収録するつもりはなかったが、本作のミキシングを担当したジェイ・ラストンから「自分の入れたい曲を入れるべきだ。ソロ・レコードなんだから!」と進言され、インストゥルメンタル曲も収録することにしたという。インストゥルメンタルのうち「ヴェンジェンス」ではデイヴィッド・エレフソン、「テリファイド」ではビリー・シーンがベースを弾いた。

## 反響
母国ギリシャのアルバム・チャートでは初登場27位となった。ベルギーのワロン地域では、2014年3月29日付のアルバム・チャートで初登場131位となり、翌週には183位となった。
アメリカでは発売初週で700枚を売り上げ、総合アルバム・チャートのBillboard 200には入らなかったが、『ビルボード』のトップ・ヒートシーカーズでは32位を記録した。

## 収録曲
1. マイ・ウィル・ビー・ダン - "My Will Be Done" - 3:15
  - 作詞・作曲：ガスG.、マッツ・レヴィン
2. ブレイム・イット・オン・ミー - "Blame It on Me" - 3:23
  - 作詞：マッツ・レヴィン／作曲：マッツ・レヴィン、フレドリック・トーマンダー
3. アイ・アム・ザ・ファイア - "I Am the Fire" - 3:14
  - 作詞・作曲：ガスG.、ブレイク・アリソン、ジョーイ・シカゴ
4. ヴェンジェンス - "Vengeance" - 4:26
  - 作曲：ガスG.
5. ロング・ウェイ・ダウン - "Long Way Down" - 3:02
  - 作詞・作曲：ガスG.、アレクシア・ロドリゲス、ケヴィン・チャーコ、ケイン・チャーコ
6. ジャスト・キャント・レット・ゴー - "Just Can't Let Go" - 4:00
  - 作詞：ジェイコブ・バントン／作曲：ガスG.
7. テリファイド - "Terrified" - 3:14
  - 作曲：ガスG.
8. アイズ・ワイド・オープン - "Eyes Wide Open" - 4:18
  - 作詞・作曲：ガスG.、マッツ・レヴィン
9. リデンプション - "Redemption" - 4:15
  - 作詞・作曲：ガスG.、マッツ・レヴィン
10. サマー・デイズ - "Summer Days" - 3:49
  - 作詞：ジェフ・スコット・ソート／作曲：ガスG.
11. ドリームキーパー - "Dreamkeeper" - 4:45
  - 作詞：トム・イングルンド／作曲：ガスG.
12. エンド・オブ・ザ・ライン - "End of the Line" - 5:00
  - 作詞・作曲：ガスG.、マッツ・レヴィン

### 日本盤ボーナス・トラック
1. ウィズアウト・ユー - "Without You" - 5:00
  - 作曲：ガスG.

## 参加ミュージシャン
- ガスG. - ギター、ベース、キーボード
- マッツ・レヴィン - ボーカル(on #1, #2, #8, #12)
- ブレイク・アリソン - ボーカル(on #3)
- アレクシア・ロドリゲス - ボーカル(on #5)
- ジェイコブ・バントン - ボーカル(on #6)
- マイケル・スター - ボーカル(on #9)
- ジェフ・スコット・ソート - ボーカル(on #10)
- トム・イングルンド - ボーカル(on #11)
- マーティ・オブライエン - ベース(on #3, #12, #13)
- デイヴィッド・エレフソン - ベース(on #4)
- ケヴィン・チャーコ - ベース(on #5)、ドラムス(on #5)
- ビリー・シーン - ベース(on #7)
- ジェフ・フリードル - ドラムス(on #1, #2, #3, #6, #8, #9, #10, #11, #12, #13)
- ダニエル・アーランドソン - ドラムス(on #4, #7)